# Firenze-Pistoia 2008
La Firenze-Pistoia 2008, ventiduesima edizione della corsa e valida come evento dell'UCI Europe Tour 2009 categoria 1.1, si svolse il 25 ottobre 2008 su un percorso di 30 km. Fu vinta dall'ucraino Andrij Hrivko che giunse al traguardo con il tempo di 36'16", alla media di 49,632 km/h.

## Classifica (Top 10)
| Pos. | Corridore          | Squadra       | Tempo   |
| ---- | ------------------ | ------------- | ------- |
| 1    | Andrij Hrivko      | Milram        | 36'16"  |
| 2    | Marco Pinotti      | Columbia      | a 10"   |
| 3    | Dario David Cioni  | Silence       | a 36"   |
| 4    | Leonardo Giordani  | Cer. Flaminia | a 53"   |
| 5    | Dmytro Hrabovs'kyj | QuickStep     | a 1'19" |
| 6    | Lorenzo Bernucci   | Cinelli-OPD   | a 1'34" |
| 7    | Fabio Sabatini     | Milram        | a 1'37" |
| 8    | Daniele Contrini   | Tinkoff       | a 1'38" |
| 9    | Brett Lancaster    | Milram        | a 2'04" |
| 10   | Boris Špilevskij   | Preti Mangimi | a 2'11" |